# Schefflera benguetensis
Schefflera benguetensis är en araliaväxtart som beskrevs av Elmer Drew Merrill. Schefflera benguetensis ingår i släktet Schefflera och familjen araliaväxter.
Artens utbredningsområde är Filippinerna. Inga underarter finns listade.